# George Sorocold
George Sorocold (Derby, 1668 – 1738) è stato un ingegnere inglese attivo soprattutto in opere di idraulica.
Nato a derby poco dopo il 1668, era figlio di James, che si era trasferito lì dal Lancashire. Sposò Maria, figlia di Henry Franceys il 7 dicembre 1684: nel 1702 avevano tredici figli, di cui otto poi sopravvissero.
All'incirca tra il 1685 e il 1687 Sorocold fu coinvolto per l'approvvigionamento idrico di Macclesfield e nel 1687 assunse il compito di rifondere le campane della Chiesa di Tutti i Santi, oggi la cattedrale di Derby.
Nel 1692 costruì il primo acquedotto cittadino, con una ruota idraulica che pompava attraverso circa quattro chilometri di tubi fatti di tronchi di olmo; per questo sviluppò una particolare macchina che poi brevettò. Questo acquedotto è durato quasi un centinaio di anni, ed egli ne costruì altri in tutto il paese, a Bridgnorth, Bristol, Deal, King Lynn, Leeds, Newcastle upon Tyne, Norwich, Portsmouth, Sheffield e Great Yarmouth. A Londra costruì il Water Works Marchants, ricostruì il London Bridge Water Works ed effettuò miglioramenti al New River. Tra le sue molte innovazioni ci fu una pompa mossa da ruote ad acqua che saliva e scendeva in conformità con il livello del torrente.
Nel 1695 e 1699 realizzò progetti per migliorare la navigazione del fiume Derwent, che però non furono messi in pratica. Fu anche coinvolto in miglioramenti inerenti ai fiumi Lea, Aire e Cam.
Costruì il primo mulino per seta a Derby secondo quanto richiesto da Thomas Cotchett, che aveva lavorato con i tessitori di seta di Spitalfields a Londra, e aveva realizzato i vantaggi che avrebbe tratto dall'applicare il potere idraulico al processo di filatura. Egli copiò le macchine che erano già in uso dai filatori olandese: forse perché erano meno efficienti di quelle italiane, o forse per motivi legati alla lavorazione, il progetto fallì.
L'idea fu ripresa da John Lombe che, con il fratello Thomas, impegnò Sorocold nel costruire un nuovo e più grande mulino, basato sul modello italiano, sul sito del vecchio, che venne completato nel 1722. Per Sorocold, che erano stati precedentemente impegnato con pompe e ruote idrauliche, questo progetto fu una sfida. La macchina una volta terminata conteneva 10.000 fusi, con 25.000 bobine per la filatura, quasi 5000 ruote a stella, più di 9000 bobine per la torsione e 46.000 bobine per l'avvolgimento, tutte azionate da una sola una ruota ad acqua sola. Il Lombe's venne ampiamente ricostruita dopo un incendio nel 1910, ed ora è sede del Derby Industrial Museum.
Questo mulino fu quasi causa della sua morte. Un giorno, mentre scortava un gruppo di visitatori al mulino, Sorocold mancò la passerella e cadde nella chiusa. La forza dell'acqua lo portò nella ruota tra due delle pale, una delle quali per fortuna lo raccolse e lo espulse all'interno del mulino.
Egli migliorò anche i sistemi di drenaggio per le miniere, costruì fucine di ferro e motori atmosferici. Fu consultato anche per le opere ingegneristiche di alcune banchine portuali, forse Howlands Dock nel Surrey e certamente il Old Dock costruito da Thomas Steers a Liverpool.
Sorocold raggiunse una fama nazionale, e fu il primo non militare ad essere definito “ingegnere”. La sua data di morte è incerta, ma si crede che sia posteriore al 1738.